# Moragården

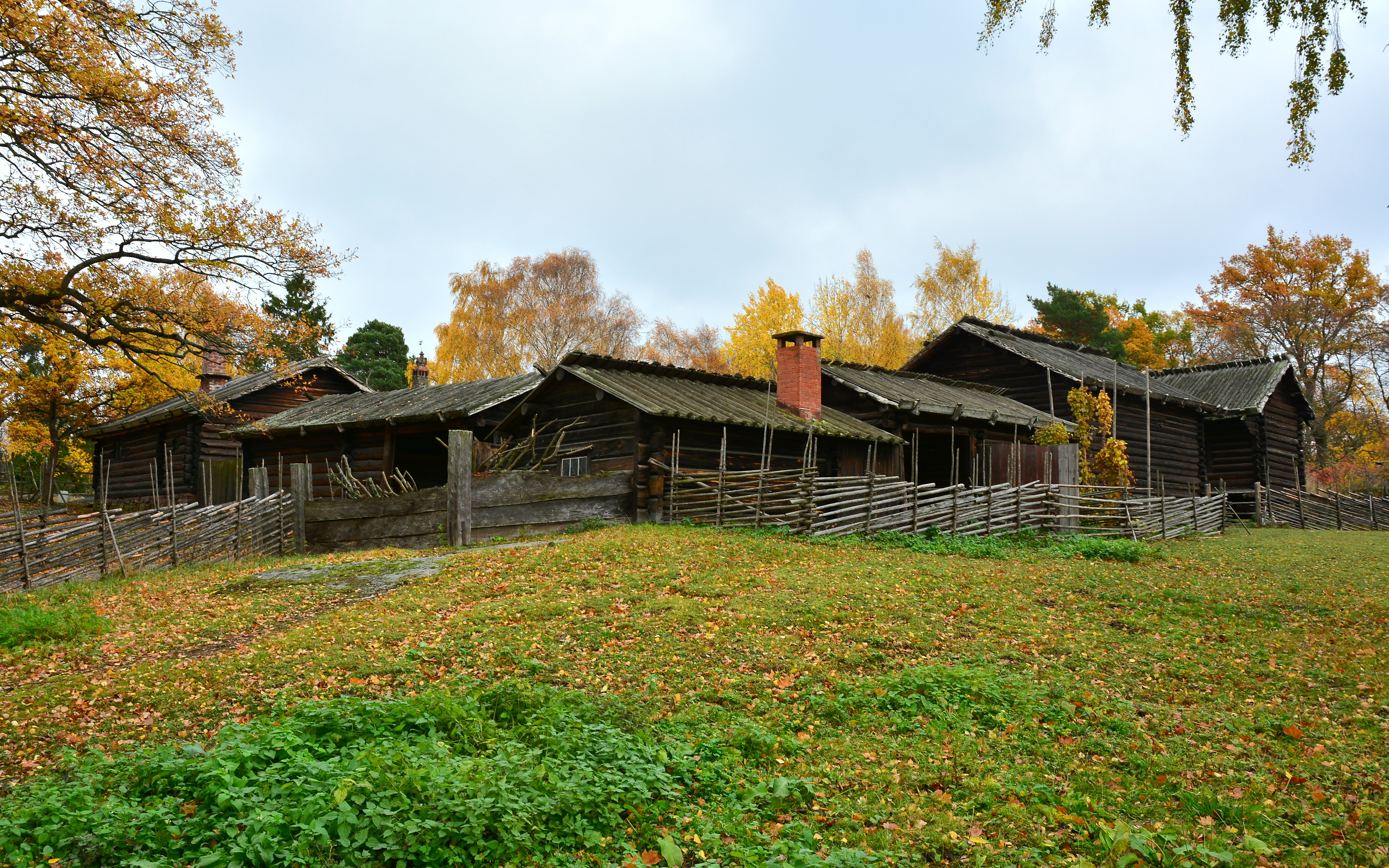
Moragården.

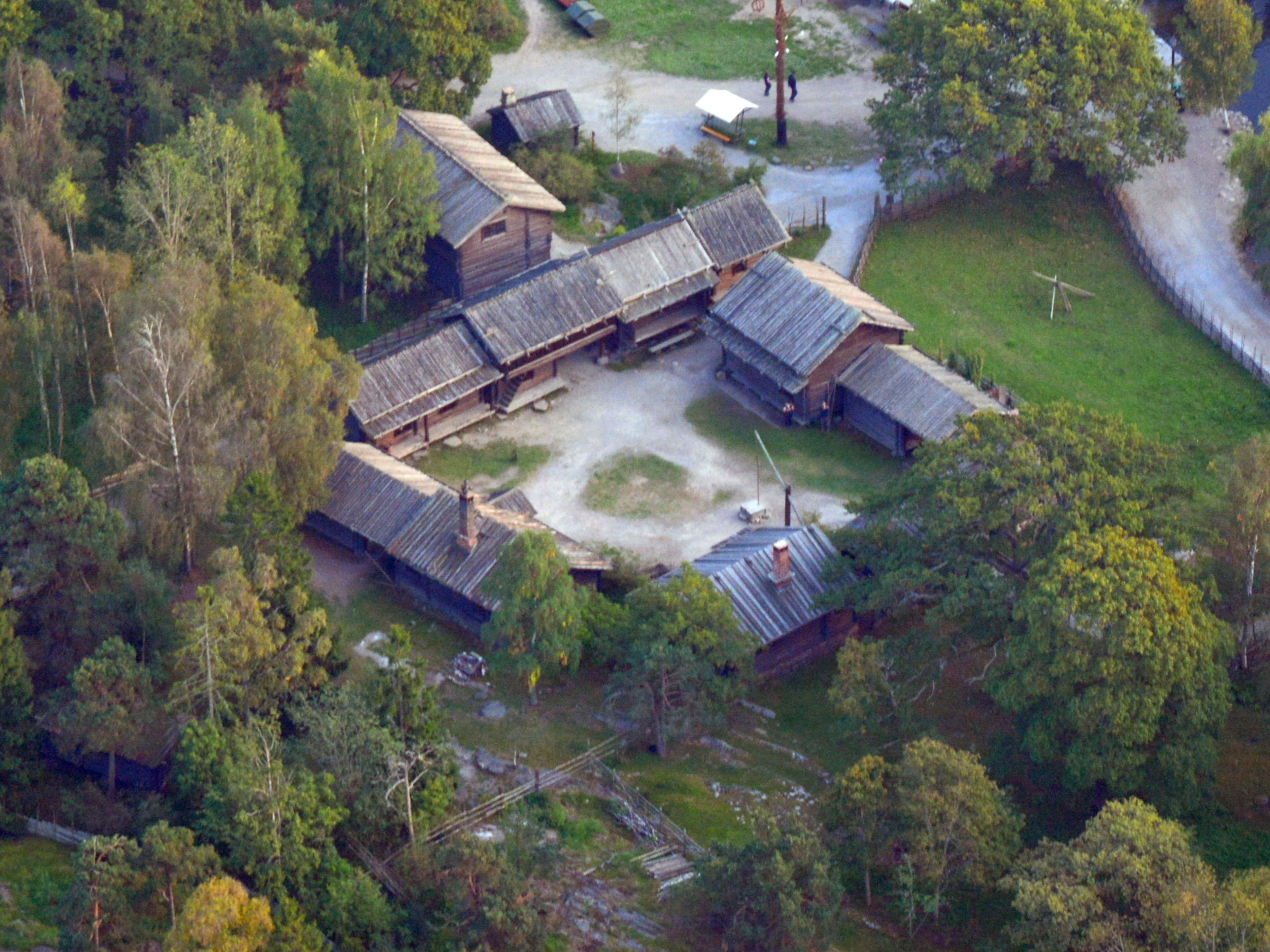
Moragården från ovan.

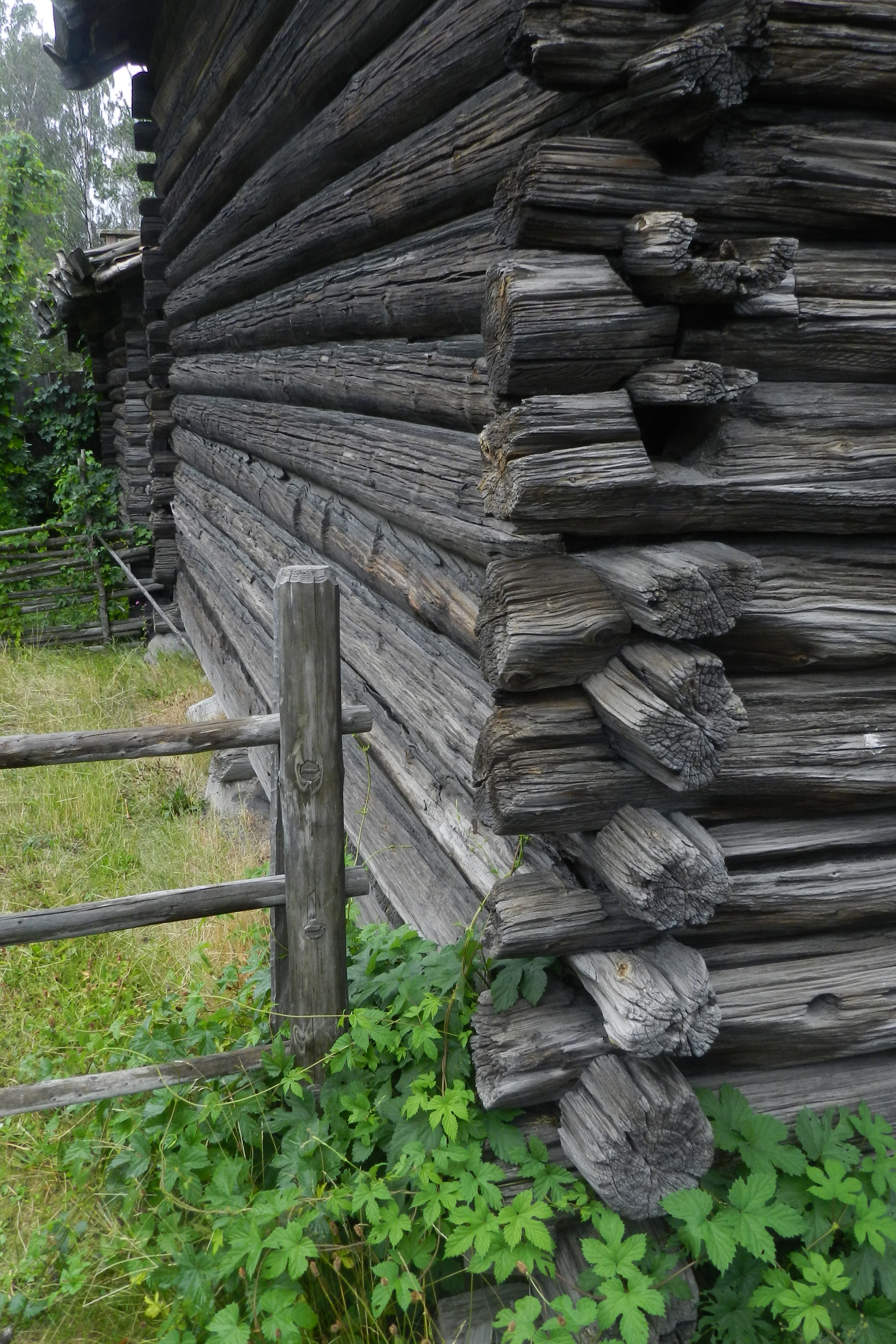
Närbild på konstruktionen av en av byggnaderna som ingår i Moragården.

Moragården är en  av byggnaderna på Skansen i Stockholm. Den består av två boningshus, Morastugan och Back-Mats stuga. Dessutom finns ett stall, en lada, ett fähus samt några bodar och härbren. Moragården är sammanställd av byggnader från norra och nordvästra Dalarna.

## Historik och översikt
Morastugan var Skansens allra första byggnad, inköpt av Artur Hazelius 1885, och fanns återuppbyggd på Skansen invigningsåret 1891.
Morastugan kommer från byn Östnor, mellan Mora och Orsa, och är timrad på mitten av 1700-talet. Back-Mats stuga kommer från Knås by i Venjans socken i Mora. Båda husen härrör från 1700-talets förra hälft och är så kallade enkelstugor.
Morastugan och Back-Mats stuga är likadant inredda med ett större rum, "stugan", samt en förstuga och en liten kammare. I stugan lagar man maten, äter och förrättar olika inomhussysslor, och där sover hela hushållet under vintertiden. Arbetsbänken vid gavelfönstret erinrar om moraböndernas gamla hemslöjd klockmakeri. I Back-Mats' stuga, som här tjänstgör som gårdens undantag för gammelfolket, har tillverkning av laggkärl bedrivits som hemslöjd.
Till höger om Morastugan ligger stallet från Bergkarlås med dörr i gaveln mot portlidret. Hela östra husräckan består av hus från 1500-talet. Dubbelboden eller sänghärbret från Malung är av mycket ålderdomlig typ och kallas i trakten "hedninghuset". Den är knuttimrad på ett mycket ålderdomligt sätt och kan dateras till första hälften av 1300-talet, och bodarna och härbrena från 1500-talet eller tidigare. Loftboden från Bergkarlås är daterad 1574, och båda stolphärbrena från Färnäs och Säs har inristade årtal 1595 respektive 1589. Även kornladan från Vika har ett inskuret årtal 1585. Byggnaden Hedninghuset vid Moragården, som kan dateras från första hälften av 1300-talet, är därmed Skansens äldsta hus.
Bredvid ladan ligger på södra sidan en foderbod och ett fähus eller "fjås" från Leksands-Noret. Källarboden är utbyggd med ett portlider. Fähuset är en kopia och är byggt på Skansen.
Alla gårdshusen har vedtak med näver som tätskikt, och i östra husräckan ger väggtimret och knutarna utmärkta exempel på den gamla nordsvenska timringskonstens höga nivå. Trots att boningshusen och fjåset är av relativt sent datum ger gården som helhet en god bild av hur en bondgård i Dalarna såg ut på vasatiden.